# Junkers Ju 322
Junkers Ju 322 Mammut – niemiecki ciężki szybowiec transportowo-desantowy.

## Opis powstania i rozwoju
Pod koniec 1940 roku, jeszcze w czasie trwania Bitwy o Wielką Brytanię, ministerstwo lotnictwa III Rzeszy powzięło utopijny zamysł stworzenia flotylli ciężkich szybowców transportowych, które mogłyby wziąć udział w inwazji na Wyspy Brytyjskie, przewożąc ciężki sprzęt wojskowy, np. czołg PzKpfw IV, działo przeciwlotnicze Flak-88 wraz z ciągnikiem itp. Opracowanie projektów szybowców powierzono równolegle wytwórniom Messerschmitt i Junkers. Postawiono przy tym niezwykle napięte terminy: oba projekty, którym nadano kryptonimy Warschau-Süd i Warschau-Ost (Warszawa-Południe i Warszawa-Wschód), miały być gotowe w 14 dni, licząc od 12.10.1940.  Co więcej, w tym samym terminie miały być złożone zamówienia na komplet materiałów do budowy serii po 100 szybowców. Oba zespoły konstruktorskie wywiązały się z terminów. Gorzej było z realizacją pospiesznie opracowanych projektów. Projekt Messerschmitta dotyczył zastrzałowego grzbietopłatowca konstrukcji mieszanej oznaczonego Me-321, a później przeprojektowanego na 6-silnikowy samolot transportowy Me-323 Gigant. Losy drugiego projektu pochodzącego z zakładów Junkersa są mniej znane.
Był to całkowicie drewniany olbrzym zbudowany według faworyzowanej przez Junkersa koncepcji latającego skrzydła. Potężna ładownia szybowca mieściła się w środku pogrubionego tam płata, a otwierane do góry pokrycie przedniej krawędzi zapewniało wygodny załadunek przewożonego sprzętu. Płat był wyposażony w klapy do lądowania. Dla ustatecznienia samolotu konieczne było zastosowanie klasycznego (choć proporcjonalnie niewielkiego) usterzenia. Oprofilowana kabina pilota została umieszczona niesymetrycznie nad lewą częścią śródpłata, a w przednich narożach ładowni zabudowane były wieżyczki ze stanowiskami strzelców pokładowych. Trzecie stanowisko znajdowało się na grzbiecie wspornika usterzenia. Szybowiec startował na holu z odrzucanego wózka, a lądował na płozach. Kłopoty z Mammutem dotyczyły przede wszystkim wózka startowego, który ze względu na wymagany udźwig był bardzo duży i niewygodny w użyciu. Były i inne kłopoty, np. przy próbnym załadunku czołgu załamała się podłoga ładowni.
Pierwszy i zarazem ostatni start pierwszego prototypu szybowca Ju-322 V-1 odbył się w kwietniu 1941 roku. Holującemu Ju-90 udało się poderwać Mammuta na końcu długiego pasa startowego lotniska Meerseburg. W powietrzu Ju-322 okazał się niesterowny i pilot Ju-90 odczepił hol, ratując się przed katastrofą. Mammut wylądował wprawdzie bezpiecznie w terenie, ale nie uchroniło go to przed smutnym końcem: oba gotowe prototypy, jak i elementy następnych 98 szybowców rozpoczętej serii zostały pocięte na opał.

## Dane taktyczno-techniczne
- Długość	30,25 m
- Rozpiętość	62,0 m
- Wysokość	10,0 m
- Masa własna	26 000 kg
- Masa całkowita	36 000 kg